# Blagovescsenszki járás
A Blagovescsenszki járás (oroszul Благове́щенский райо́н) Oroszország egyik járása az Amuri területen. Székhelye Blagovescsenszk.

## Népesség
- 1989-ben 18 192 lakosa volt.
- 2002-ben 18 673 lakosa volt.
- 2010-ben 19 641 lakosa volt.